# Paradrino solitaris
Paradrino solitaris är en tvåvingeart som beskrevs av Thompson 1966. Paradrino solitaris ingår i släktet Paradrino och familjen parasitflugor. Inga underarter finns listade i Catalogue of Life.